# Adolph Kolping
Adolph Kolping (Kerpen, 8 dicembre 1813 – Colonia, 4 dicembre 1865) è stato un presbitero tedesco, fondatore dell'Opera Kolping. È stato proclamato beato da papa Giovanni Paolo II nel 1991.

## La vita
Adolph (Adolfo) Kolping nasce l'8 dicembre 1813, in Germania, a Kerpen, in Renania nei pressi di Colonia, da Peter Kolping, pastore e piccolo agricoltore, e Anna Maria Zurheyden, quarto di cinque figli.
I genitori, consapevoli del valore dell'istruzione, seppure forniti di un reddito molto modesto appena sufficiente a mantenere la famiglia, vogliono pur con molti sforzi, che ai loro figli venga garantito almeno un corso di studi elementare, insistendo affinché nessuno di loro mancasse alle lezioni.

## Il lavoro giovanile
Al termine della scuola elementare, ancora dodicenne, Adolfo è costretto a lasciare gli studi per lavorare presso la bottega del calzolaio Meuser di Kerpen e poi presso altri artigiani della zona, finché finalmente non riesce a trovare stabilmente lavoro presso una calzoleria di Colonia, collocazione molto ambita nella generale miseria dell'epoca. Qui Kolping è colpito dall'ambiente in cui viveva insieme ai compagni di lavoro nonché coetanei, di cui ebbe a scrivere: "Ero riuscito a entrare nel più importante laboratorio di Colonia e facevo parte di una cerchia a cui molti aspiravano invano: ma tremo ancora al ricordo dei giorni terribili trascorsi in quel luogo, in mezzo alla dissolutezza e all'indifferenza dei ragazzi di bottega nella Germania di allora".
Tempo dopo, gli si presenta l'occasione di entrare a far parte di un laboratorio di calzoleria e di unirsi in matrimonio con la figlia dei proprietari. Adolfo, però, maturava sempre di più in cuor suo la vocazione di farsi sacerdote.

## La vocazione sacerdotale
L'occasione di renderla compiuta si manifesta a 24 anni quando, grazie al beneplacito di alcuni sacerdoti benefattori, viene avviato agli studi presso il ginnasio Margellen a Colonia, dove consegue nel 1841 la maturità classica. Si iscrive quindi alla Facoltà di Teologia di Monaco di Baviera e, quindi, dopo tre semestri a quella di Bonn.
Il 13 aprile 1845 viene celebrata l'ordinazione sacerdotale nella Minoritenkirche di Colonia, la Chiesa dei Minoriti, quella cui rimase più affezionato per tutta la vita.

### Cappellano tra gli operai
Nella festività di Pasqua dello stesso anno viene nominato cappellano e catechista della parrocchia di San Lorenzo, nella città industriale di Elberfeld (Wuppertal) dove i cattolici erano una minoranza, e dove poté conoscere meglio il mondo del lavoro artigiano, così come stava cambiando: "L'artigianato e la classe operaia in genere, in fondo sono migliori di quanto solitamente si creda, e l'accesso al loro cuore e più facile che altrove".

## Gesellenverein
A Elberfeld, Padre Adolfo entra in contatto con l'associazione locale di artigiani Gesellenverein, comunità cattolica, pedagogica e culturale fondata dal maestro Breuer, in cui svolge l'attività di assistente religioso. Kolping, che aveva fatto diretta esperienza quale artigiano calzolaio e ben conosceva la problematica della vita dei giovani artigiani, ideò un progetto di organizzazione del mondo giovanile artigianale, proponendosi di educare e formare i giovani occupati, fermamente convinto che "il cristianesimo non può essere predicato teoricamente dal pulpito, è necessario contemplare nuovamente la vita concreta con occhi cristiani, occorre che i maestri della verità divina tornino in mezzo alla gente, anzi, proprio nella vita sociale".

### 1846. La prima casa
Così, nell'autunno del 1846, fonda la prima Casa di assistenza e di insegnamento professionale, di cui nel 1847 venne nominato preside. Nel 1848 scrive il manifesto del suo progetto, per il quale prende a motto dell'associazione Pregare, imparare, lavorare, con serietà, ma anche in allegria, insistendo ancora sul fatto che "l'amore attivo risana tutte le ferite, le vuote parole accrescono soltanto il dolore".

### 1849 A Colonia
Su sua richiesta viene trasferito al Duomo di Colonia, come viceparroco dove non manca di fondare, il 6 maggio 1849, un altro Gesellenverein che diventerà poi il centro di tutta l'organizzazione per l'Europa e l'America del Nord, di cui egli fu presidente, carica che assunse e mantenne con fervido impegno anche in tutte le numerose Associazioni fondate da lui in seguito. 

## L'esempio personale è la forza più genuina
Per realizzare questo impegno non aveva elaborato alcuna teoria particolare, perché era convinto del fatto che l'esempio personale è la forza più genuina per il mutamento indispensabile nella società d'allora. Padre Kolping spese numerosi viaggi per favorire la diffusione della sua opera, ma la migliore pubblicità alla sua iniziativa gli venne dagli stessi lavoratori che lasciavano le loro città dopo aver frequentato il Gesellenverein, per andare a lavorare in giro per il mondo.
Gli obiettivi di Kolping erano forgiare un cristiano impegnato, un artigiano valente, un buon padre di famiglia e un cittadino responsabile. Animato da un grande amore per gli artigiani, esercitò con loro un'intensa attività non solo caritativa, ma anche evangelizzatrice, interessandosi della pastorale di tutto il mondo del lavoro. 

### Giornali e riviste
In questa sua instancabile opera di diffusione fu anche attento giornalista, fondando e
dirigendo per molti anni, nonostante la sua malferma salute, i settimanali Rheinische Volksblätter e Volkskalender, pubblicando
giornali e riviste con le quali non solo portava avanti un'opera di educazione e di pastorale, ma riusciva anche a garantire l'introito economico per sostenere l'opera dei Gesellenverein, raggiungendo un vasto pubblico, specie nelle classi sociali dalle quali
provenivano i suoi giovani apprendisti artigiani.
Contro tutte le correnti politiche e sociali del tempo Kolping insistette sulla propria idea secondo la quale ogni cristiano è chiamato a cooperare al rinnovamento necessario e continuo della Chiesa e della società nello spirito del Vangelo. I luoghi e i modi d'un tale impegno sono sempre determinati dalle condizioni di vita dei singoli cristiani.

### Da Pio IX a Giovanni Paolo II
Adolfo Kolping fu molto stimato non soltanto dal popolo, per il quale si profondeva il suo impegno, quanto anche dai vescovi e dallo stesso papa Pio IX, che in una udienza volle regalargli una preziosa pianeta.
Da figlio di pastori agricoltori a fondatore e presidente attivo di una comunità mondiale, Padre Kolping, estenuato e consumato dalle fatiche, con una salute precaria fin dalla sua gioventù, dopo soli vent'anni di sacerdozio si spense santamente a Colonia il 4 dicembre 1865 a meno di 52 anni, lasciando una comunità di 24.000 soci in 400 località.
Nell'aprile 1866 il re di Prussia Guglielmo I, volle autorizzare il trasferimento dei suoi resti mortali nella Minoritenkirche di Colonia, la chiesa da lui prediletta, dove il suo sepolcro divenne meta di pellegrinaggi provenienti da tutto il mondo. Padre Adolfo Kolping, è stato proclamato Beato da san Giovanni Paolo II il 27 ottobre 1991.

## Il culto
Il 13 maggio 1989 papa Giovanni Paolo II ha autorizzato la Congregazione delle Cause dei Santi a promulgare il decreto sulle virtù eroiche del sacerdote, riconoscendogli il titolo di venerabile.
La Santa Sede ha riconosciuto l'autenticità di un miracolo attribuito all'intercessione del venerabile Kolping il 22 gennaio 1991; è stato beatificato da papa Giovanni Paolo II il 27 ottobre 1991 in Piazza San Pietro a Roma.
Il suo elogio si legge nel Martirologio romano al 4 dicembre, giorno della sua morte.